# Fun Size
Fun Size è un film commedia del 2012 diretto da Josh Schwartz e con protagonista Victoria Justice.

## Trama
A Cleveland, Ohio, Wren DeSantis e la sua amica April sono invitate ad una festa di Halloween dal ragazzo più popolare della scuola Aaron Riley, ma nella stessa sera lei è anche obbligata a fare da babysitter al suo fratellino Albert da sua madre, vedova, Joy così che lei possa uscire a spassarsela col suo nuovo fidanzato ventiseienne. Dopo la serata passata a fare dolcetto o scherzetto in giro per la città, lei lo perde di vista in una casa infestata, la nottata si trasforma in una caccia al fratellino prima che la madre lo scopra.

## Distribuzione
Il film in Italia è uscito direttamente in Home video.
- Germania: 25 ottobre 2012
- Qatar: 25 ottobre 2012
- Canada: 26 ottobre 2012
- Stati Uniti d'America: 26 ottobre 2012
- Irlanda: 29 ottobre 2012
- Inghilterra: 29 ottobre 2012
- Australia: 29 novembre 2012
- Messico: 30 novembre 2012
- Svezia: 20 marzo 2013